# In Love and Death
| Совокупная оценка    | Совокупная оценка |
| Источник             | Оценка            |
| -------------------- | ----------------- |
| Metacritic           | 64/100            |
| Оценки критиков      |                   |
| Источник             | Оценка            |
| AllMusic             | [ 1 ]             |
| Alternative Press    | [ 5 ]             |
| BBC Music            | Favorable         |
| Billboard            | Favorable         |
| Blender              | [ 8 ]             |
| Entertainment Weekly | B                 |
| Exclaim!             | Favorable         |
| The Guardian         | [ 10 ]            |
| Melodic              | [ 11 ]            |
| Rolling Stone        | [ 12 ]            |

In Love and Death — второй студийный альбом американской рок-группы The Used, выпущенный 28 сентября 2004 года. Альбом получил статус золотого.

## Об альбоме
В 2004 году от передозировки наркотиков умирает бывшая подруга Берта, носящая его ребёнка. Это событие оказывает влияние на альбом — он получился мрачным и реалистичным, чем предыдущий. Открывающая песня Take it away привлекает внимание нестандартным для группы приёмом: использованием электроники. В целом, второй альбом получил положительные отзывы, породив три сингла: Take it away, All That I’ve Got (первая номинация MuchMusic Video Awards), и I Caught Fire. В марте 2016 альбом был включён в список «40 величайших эмо-альбомов всех времён по версии журнала Rolling Stone» (позиция № 40).
In Love and Death был переиздан 3 мая 2005 года с добавлением бонус-трека, кавера на сингл Queen и Дэвида Боуи Under Pressure. В работе над кавером принимала участие группа My Chemical Romance.

## Список композиций
Слова и музыка всех песен — The Used, except where noted.
| №                   | Название                          | Длительность |
| ------------------- | --------------------------------- | ------------ |
| 1.                  | «Take It Away»                    | 3:38         |
| 2.                  | «I Caught Fire»                   | 3:25         |
| 3.                  | «Let It Bleed»                    | 3:11         |
| 4.                  | «All That I've Got»               | 3:59         |
| 5.                  | «Cut Up Angels»                   | 3:47         |
| 6.                  | «Listening»                       | 2:46         |
| 7.                  | «Yesterday's Feelings»            | 2:48         |
| 8.                  | «Light with a Sharpened Edge»     | 3:30         |
| 9.                  | «Sound Effects and Overdramatics» | 3:29         |
| 10.                 | «Hard to Say»                     | 3:30         |
| 11.                 | «Lunacy Fringe»                   | 3:41         |
| 12.                 | «I'm a Fake»                      | 4:06         |
| Общая длительность: | Общая длительность:               | 41:44        |

| №                   | Название                 | Длительность |
| ------------------- | ------------------------ | ------------ |
| 13.                 | «The Back of Your Mouth» | 3:20         |
| Общая длительность: | Общая длительность:      | 45:06        |

| №                   | Название                                           | Автор(ы)                                                                   | Длительность |
| ------------------- | -------------------------------------------------- | -------------------------------------------------------------------------- | ------------ |
| 13.                 | «Under Pressure» (совместно с My Chemical Romance) | Дэвид Боуи, Джон Дикон, Брайан Мэй, Фредди Меркьюри, Роджер Меддоуз-Тейлор | 3:32         |
| Общая длительность: | Общая длительность:                                | Общая длительность:                                                        | 49:08        |

## Позиции в чартах
| Чарт                    | Позиция |
| ----------------------- | ------- |
| Australian Albums Chart | 32      |
| Canadian Albums Chart   | 4       |
| UK Albums Chart         | 106     |
| US Billboard 200        | 5       |